# Carano
Carano (v tridentském nářečí Caràn, německy Kaldrein) je horská obec v údolí Val di Fiemme, v tridentské autonomní provincii v Tridentsku-Horní Adiži v severovýchodní části Itálie. Obec má přibližně 1100 obyvatel.

## Geografie

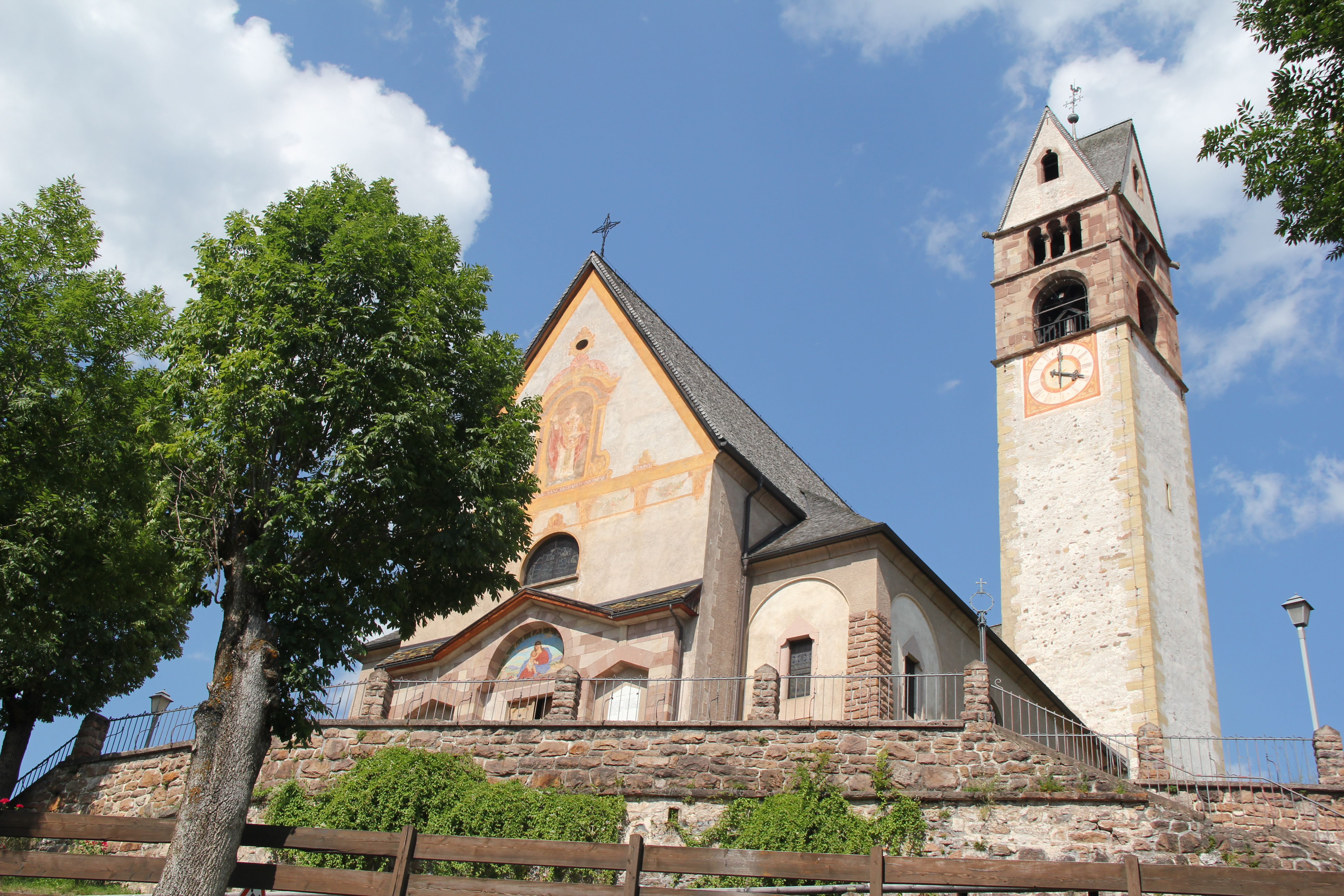
Kostelík svatého Mikuláše (chiesa di San Nicolò), Carano.

Carano je malá horská obec na svahu kopců v údolí Val di Fiemme. Obec je také členem Sdružení obcí Val di Fiemme

## Historie

Obrázek zachycující Carano, Karl Pferschy, 1921

Dějiny obce sahají do dob římského impéria, kdy latinský název obce byl Cadranum (Cadrano), odvozené od názvu římského praedia (pozemek, statek apod.).
První písemná zmínka o obci je z roku 1188 (Codex Wanghiano, č. 28, Kink). V něm je vzpomínána povinnost fiemmských občanů vůči biskupské vrchnosti: "Et piscatoribus Tridenti due pecie panni dabantur una ex terra Padraove, que est unus campus in Aradoio et duo in Peraiollo et Pratum de Vedrioza". Podle tohoto textu tedy měly ve 12. století jeden statek v Aradoio (Radoe), dva v Peraiollo (Perari) a jeden ve Vedrioze (Veronza) dát dva štoky sukna tridentským rybářům.

## Administrativní členění

### Sousední obce
- Aldino
- Trodena nel parco naturale
- Daiano
- Cavalese
- Anterivo
- Castello-Molina di Fiemme